# Rimvydas Valatka
Rimvydas Valatka (ur. 19 grudnia 1956 w Szamance w obwodzie irkuckim) – litewski dziennikarz, publicysta i komentator, zastępca redaktora naczelnego „Lietuvos rytas” (1992–2012), sygnatariusz aktu niepodległości z 11 marca 1990.

## Życiorys
Urodził się w RFSRR w rodzinie zesłanej w głąb Rosji. W 1980 ukończył Wileński Instytut Pedagogiczny ze specjalnością nauczyciela historii.
W 1978 podjął pracę w Wileńskim Instytucie Pedagogicznym jako laborant, był również redaktorem pisma „Tarybinio pedagogas”, współpracował jako korespondent z gazetami „Valstiečių laikraštis” oraz „Tiesa”. W latach 1989–1990 pracował jako zastępca redaktora naczelnego w czasopiśmie „Gimtasis kraštas”, a od 1990 do 1991 był redaktorem naczelnym pisma „Atgimimas”.
W lutym 1990 wybrany w skład Rady Najwyższej Litewskiej SRR, znalazł się w gronie sygnatariuszy Akt Przywrócenia Państwa Litewskiego z 11 marca tego samego roku. Zasiadał we Frakcji Liberalnej.
W 1992 objął funkcję zastępcy redaktora naczelnego „Lietuvos rytas”. Redagował również portal internetowy lrytas.lt. 21 października 2011 zrezygnował z funkcji redaktora naczelnego portalu internetowego oraz zapowiedział odejście ze stanowiska zastępcy redaktora naczelnego „Lietuvos rytas” z dniem 1 stycznia 2012. W latach 2012–2015 był redaktorem naczelnym portalu informacyjnego 15min.lt, a od 2015 do 2016 redaktorem naczelnym tygodnika opinii „Veidas”. We wrześniu 2017 został redaktorem naczelnym agencji informacyjnej ELTA, jednak zrezygnował ze stanowiska po pierwszym dniu pracy. Publikuje na portalach Delfi i LRT.